# 像

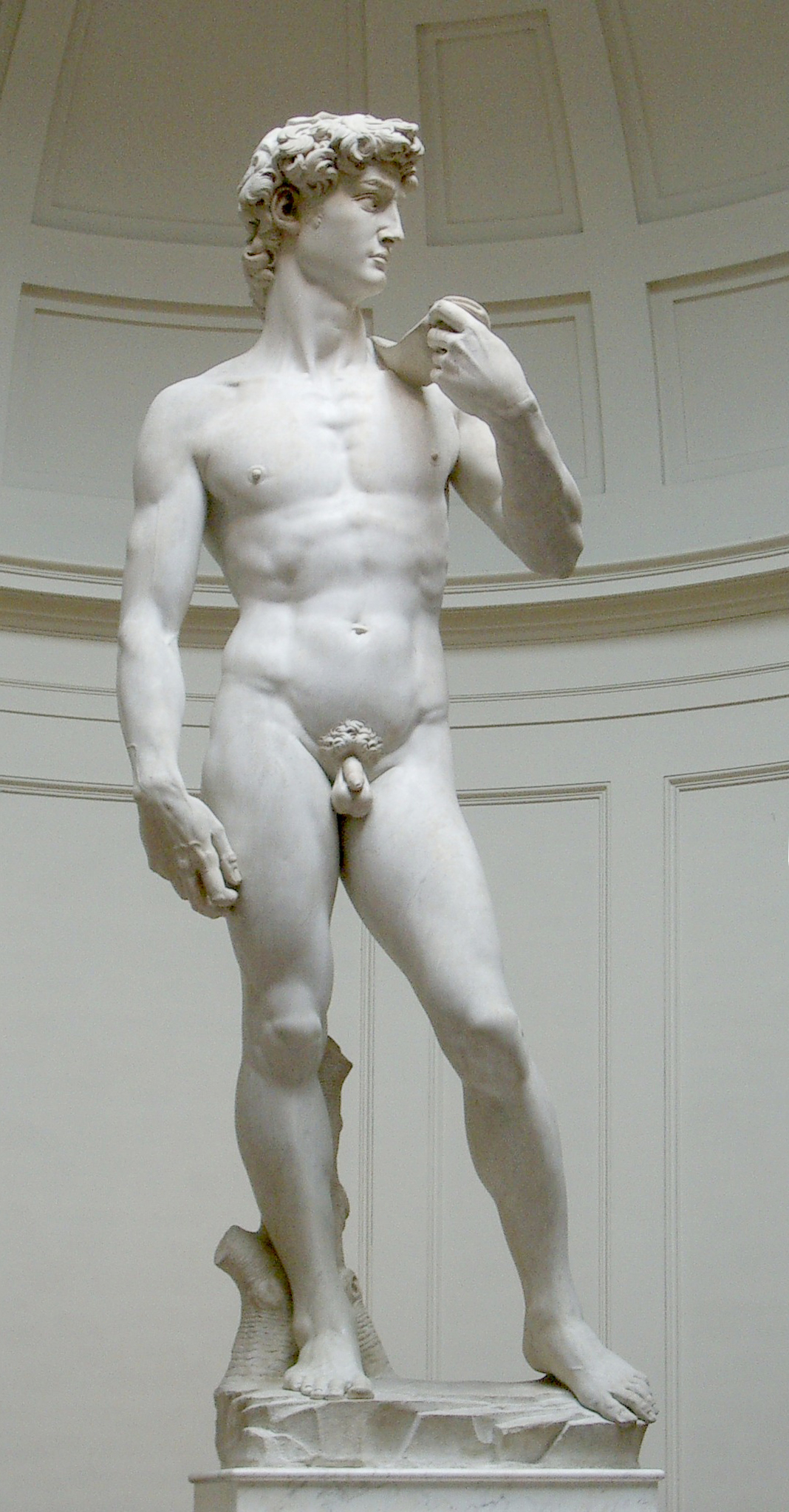
彫刻の画像（光学的で平面的な像）
ミケランジェロのダビデ像。

像（ぞう）には、以下の通り、複数の語義がある。
1. 物の形。姿。
2. 光が光学系を経て、再び集合してできた形象。実像と虚像がある。
3. 人や物などの形を真似して作成された、絵画や彫刻、意匠など。
4. 思い描いた姿、ありさま。
5. 数学において、写像によって写された先。値域の類語。

本項では主に、上記の3について記載し、4についても記載する。

## 像の分類
様々な意味での区別・分類によって「像」は言い分けられ、使い分けられる。

### 心象的な像

#### 観念的な像の例
観念としての「人物像」 / 理想像 / 人物の理想像（ヒーロー像、アイドル像など） / 未来像（将来像） / 政治的英雄像 / 性別・身分・職業・素性などに基づく像（男性像・女性像、指導者像・君主像、教師像、犯人像など） / 性的対象の像（オナペットなど） / ほか

### 物象的な像

#### 物理的性質に着眼した分類
平面像（二次元画像、二次元動画像） / 立体像（stature、三次元像） / 実像としての映像（三次元画像、三次元動画像） / 光による影の像（影絵、影、ブロッケン現象による像など） / 光の反射面に映る像（鏡像、水面に映る像など） / 心象としての像・映像（イメージ）

#### 素材・技法に着眼した分類
偶像 / 土の像（粘土細工、ほか） / 砂の像（サンドアートを含む） / 石像（大理石像、玉彫［玉製の彫刻］、水晶の像、ほか） / 金属製の像（銅像［青銅の像］、黄金像、ほか） / 陶磁器像（テラコッタ ）/ 塑像 （石膏像 / 漆喰像 / 乾漆造）/ 木像 / 草・藁・蔓（籐を含む）などの植物体を使って作った像（笹舟、藁で作られるタイプの昔ながらの案山子、藁人形、ユールゴート、ほか） / 紙の像など植物繊維の加工物を使って作った像（紙製の仮面、折り紙、人形［ひとがた］、ほか） / 布製の像（人形、ぬいぐるみ、着ぐるみ、ほか） / 骨の像 / 角の像、牙の像（象牙の像、ほか） / ワックス彫像（wax sculpture。蝋人形が有名） / 雪像 / 氷像（主に氷彫刻） / 合成樹脂の像（合成樹脂製の仮面、マネキン人形、“フィギュア”、怪獣の着ぐるみ、風船の像、ほか） / 状態が表す像（あやとりで作る像など） / 光による影の像（影絵） / ほか
彫像（彫刻像） / 鋳像（鋳造した像） / ほか

#### 主題・意図に着眼した分類
人物像（人物を表す像の全般）、肖像（対象者の人となりを表すことに主眼が置かれた人物像で、基本的に動的表現はなされない） / 騎馬像 / 神像（地母神像、ヒンドゥー教の神像、キリスト教の神像［キリスト像、聖母子像、マリア像、イコンなど］、道教の神像、等々） / 仏像（広義では仏教の神像・人物像なども含む） / 悪鬼像・悪魔像・伝説上の生物の像 / 神話像・寓話像など / 動物形象の像 / 自然物・日常的事物の像 / サブカルチャーの像、サブカルチャーのキャラクター像 / 反意を表す像（好意によって作られる像の対極にあるもの） / ほか

#### 身体の部位に着眼した分類
全身像 / 首像 / 頭像 / 顔の像（仮面。内側が空洞状になっている、顔にかぶせる形状の頭像） / 胸像 / トルソー（胴像） / 性器の像 / ほか

#### 姿勢・状態に着眼した分類
立像 / 坐像（座像。cf. 座法） / 騎馬像 / 裸像と着衣像 / 巨像・小像 / ほか

## ギャラリー
ここに示す像は、全て偶像である。

### 図画
5点とも、二次元的な画像である「絵」。

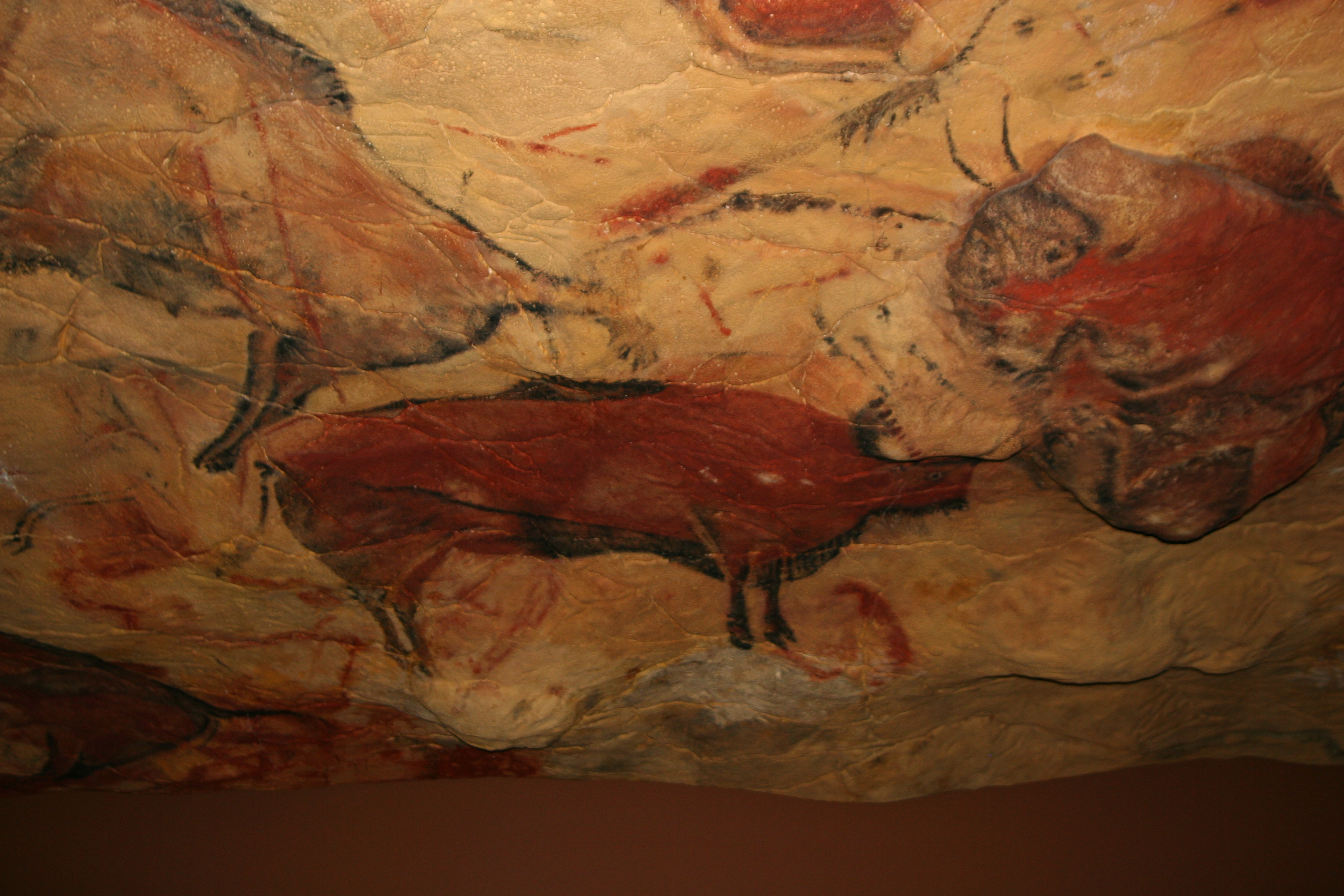
絵画、動物の像の例 アルタミラの洞窟壁画に描かれた動物たち。
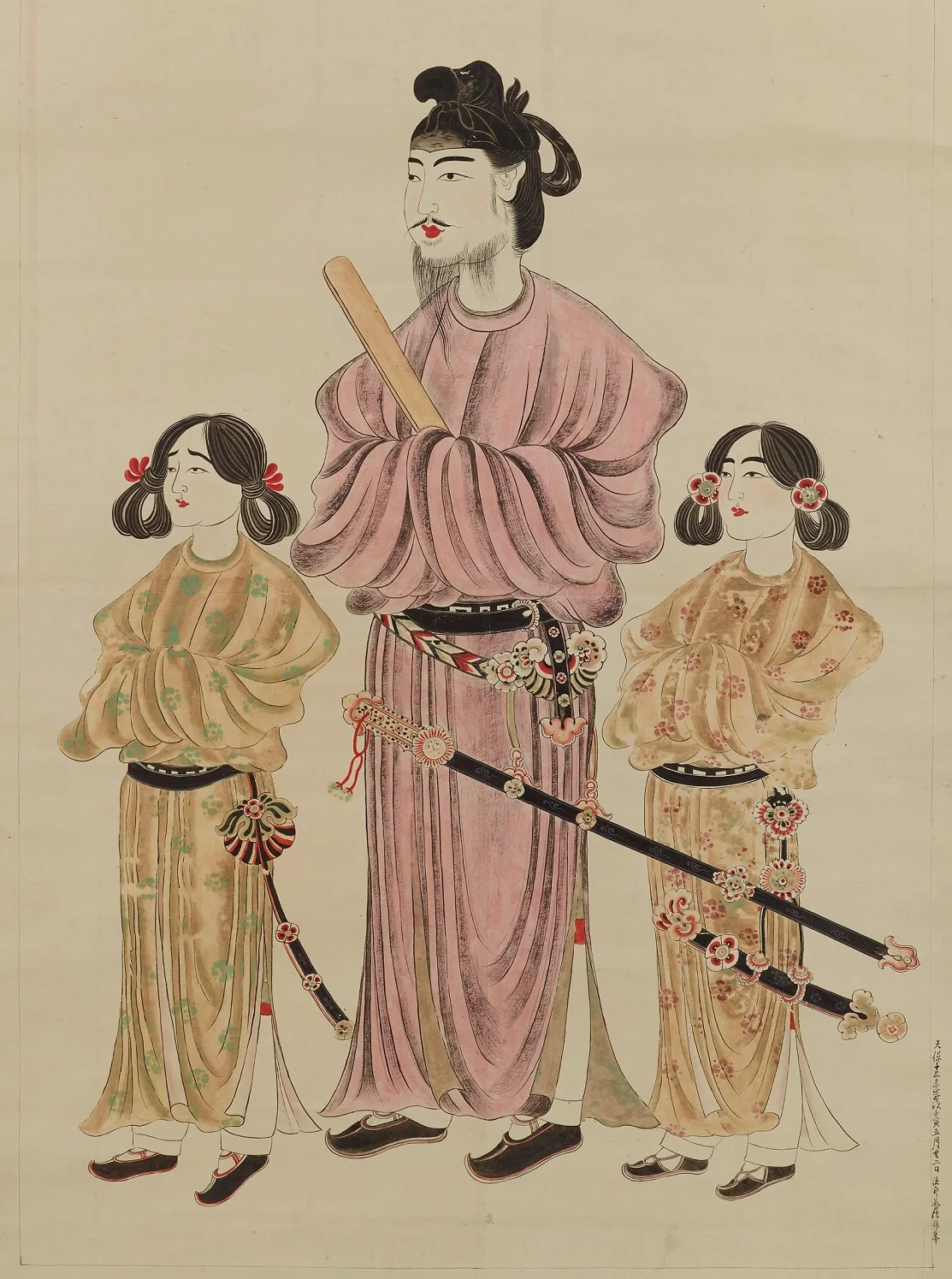
肖像、立像、理想像の例／実在した人物である厩戸皇子（うまやとのみこ）と後世の人々が思い描く理想とが融合して創り出された聖徳太子（中央）。
肖像、騎馬像、政治的英雄像の例 ジャック＝ルイ・ダヴィッドの油彩画 『アルプス越えのナポレオン』
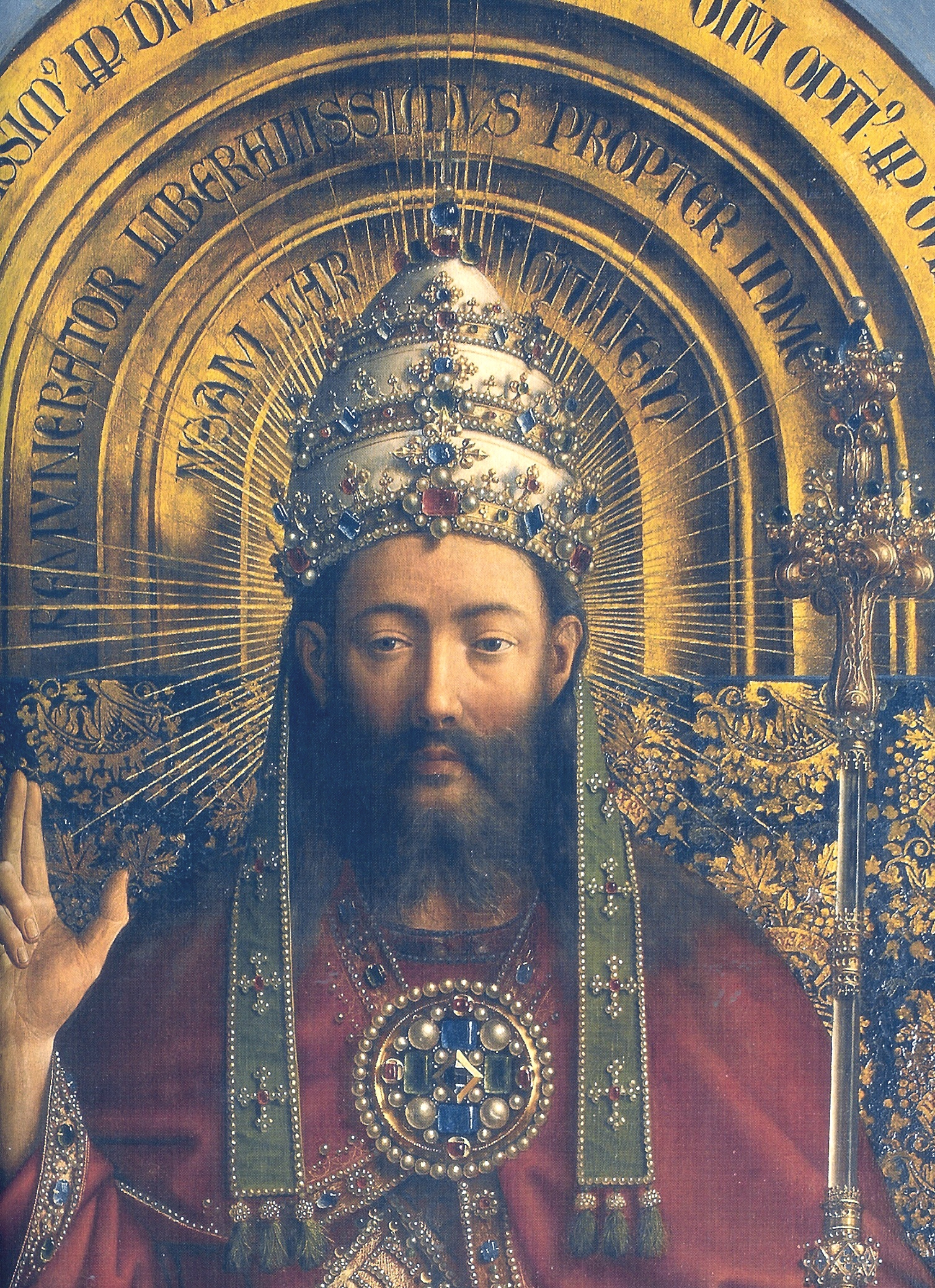
神像（もしくは肖像）、坐像の例 ファン・エイク兄弟作 『ヘントの祭壇画』の中央に描かれた主題不明の像[1]。
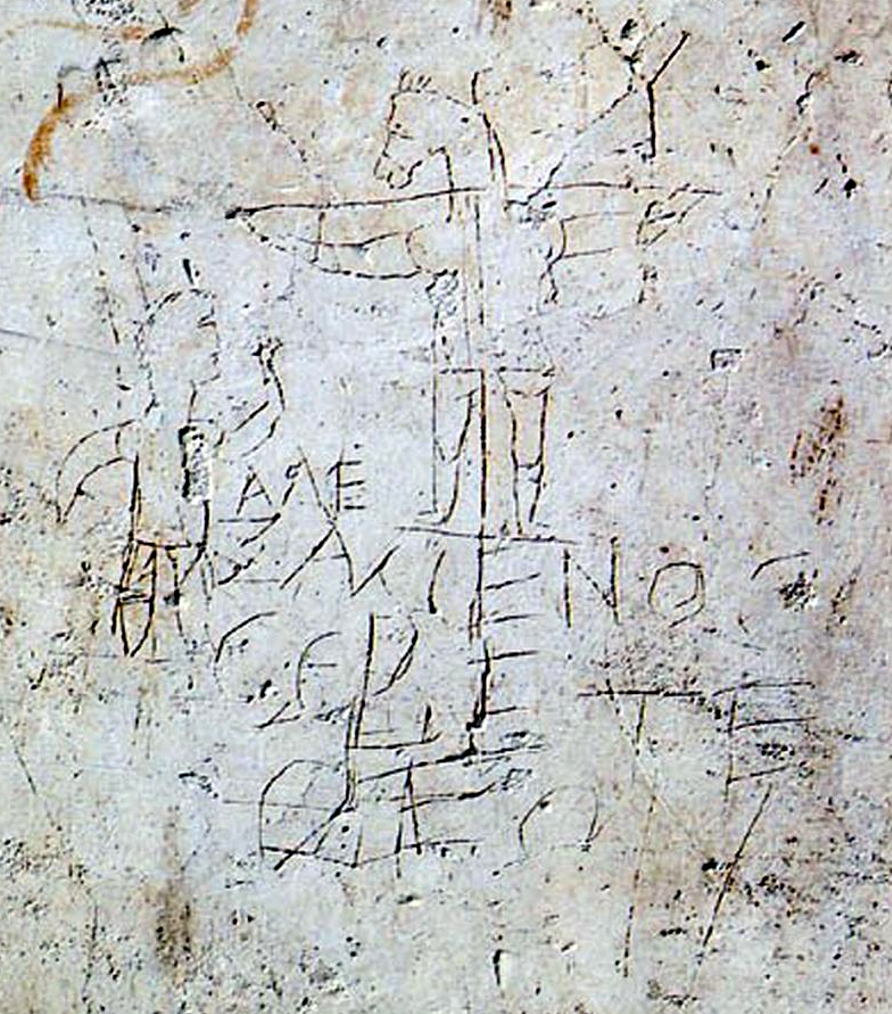
神像、神話像、反意を表す像、動物形象の像、サブカルチャーの像の例／アレクサメノスの掻き絵。ローマのパラティーノの丘近くの壁に残る、キリストの磔刑を題材とした帝政ローマ時代の冒涜的落書き。
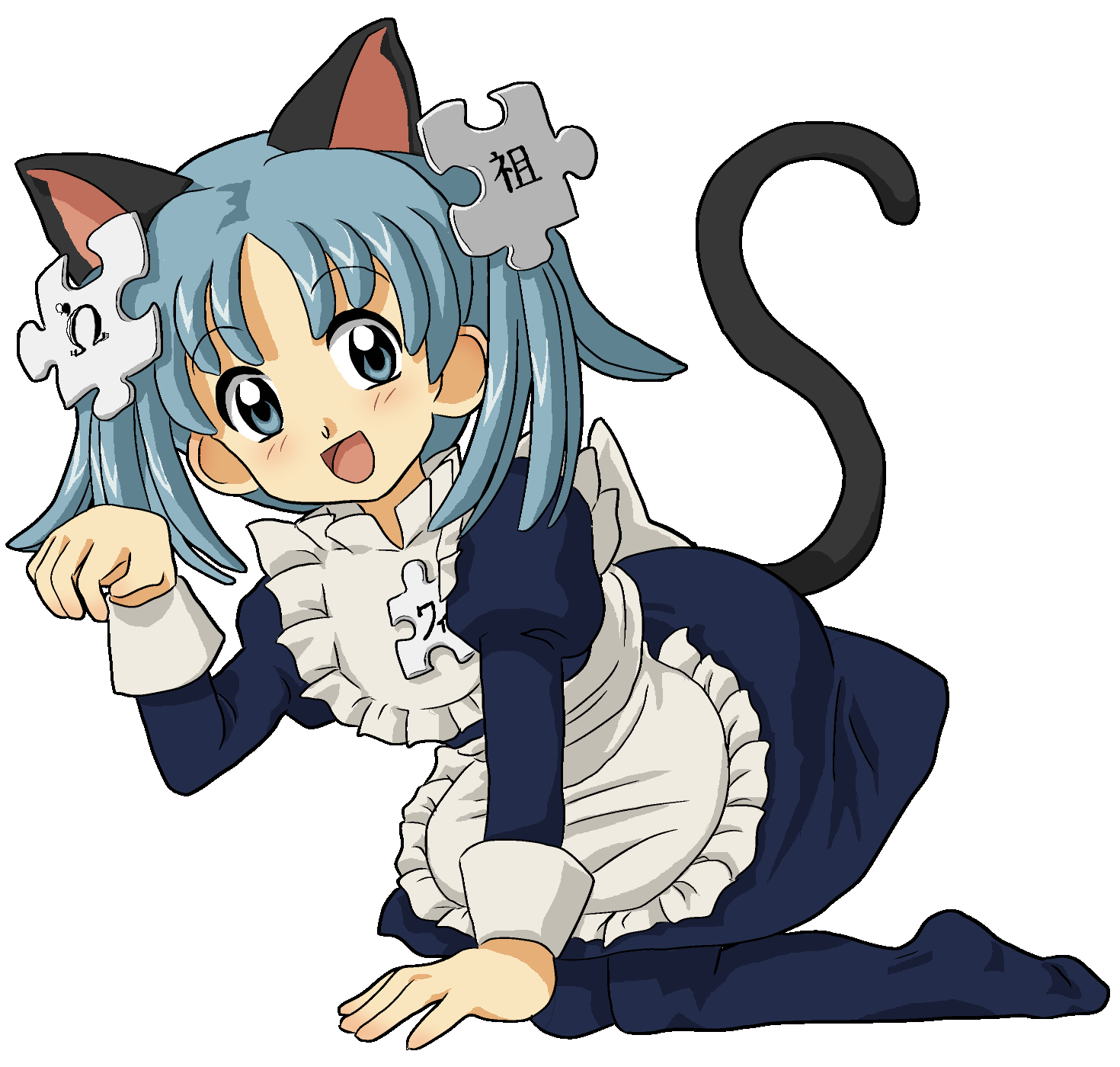
サブカルチャーのキャラクター像、アイドル像の例／ウィキペたん。

### 立体像

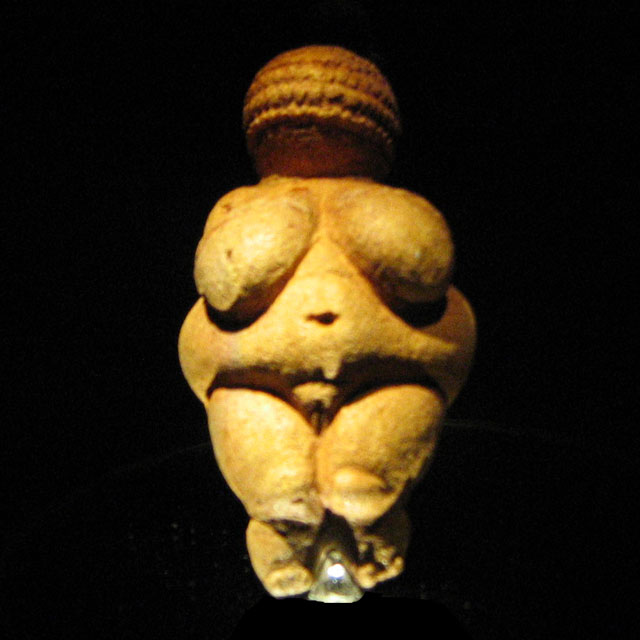
石像、彫像、立像、裸像、神像（地母神像）、小像の例 ヴィレンドルフのヴィーナス。
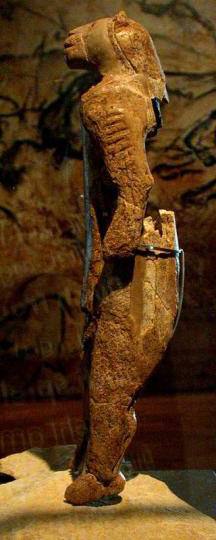
象牙の像、彫像、立像、神像、動物形象の像、小像の例 ライオンマン（ライオンレディー）。ドイツの洞窟[2]から出土した後期旧石器時代の考古遺物で、世界最古の動物形象。
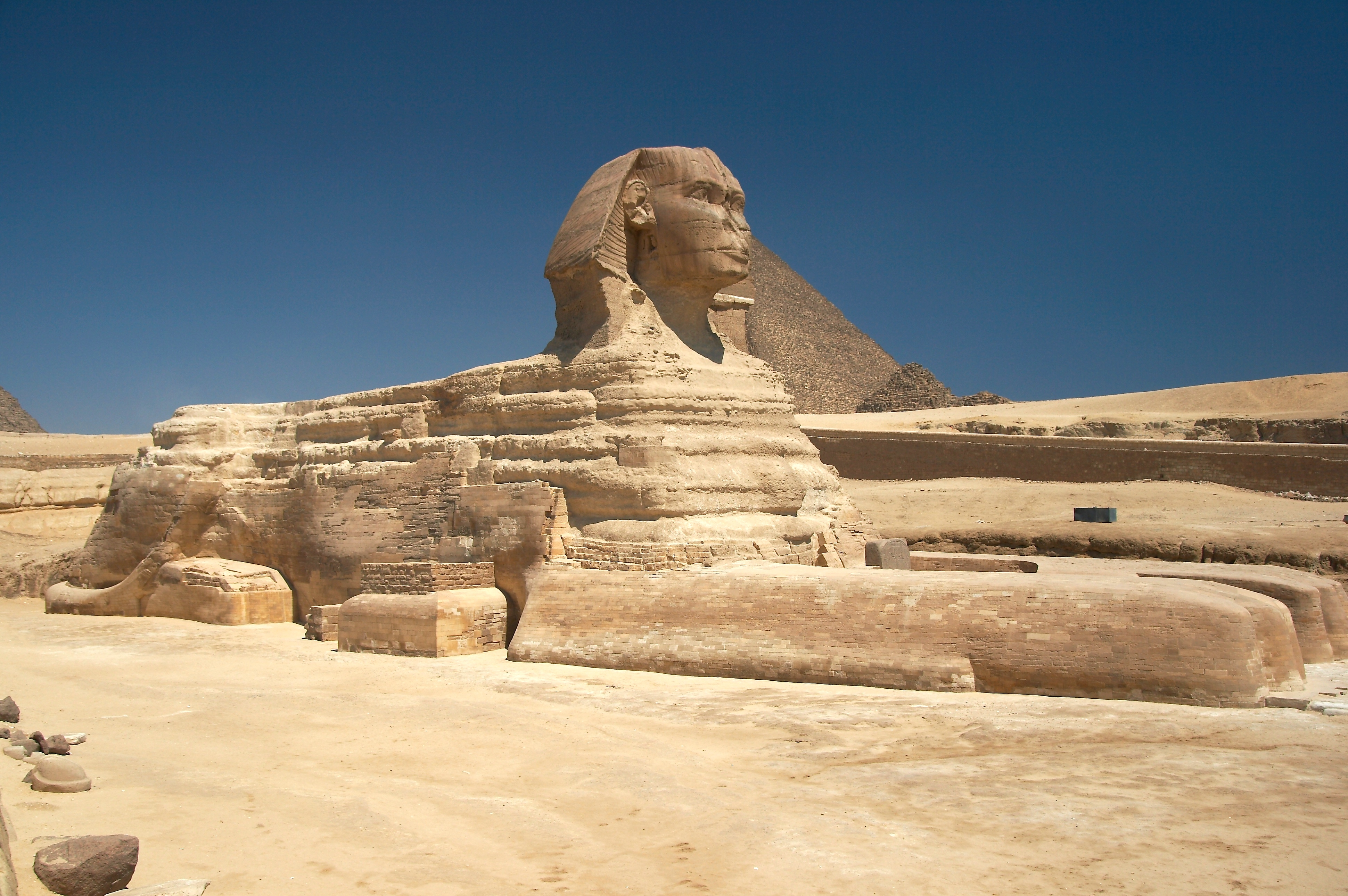
石像、彫像、坐像、神像（神的動物の像）、動物形象の像、巨像の例／古代エジプト文明のギザの大スフィンクス。
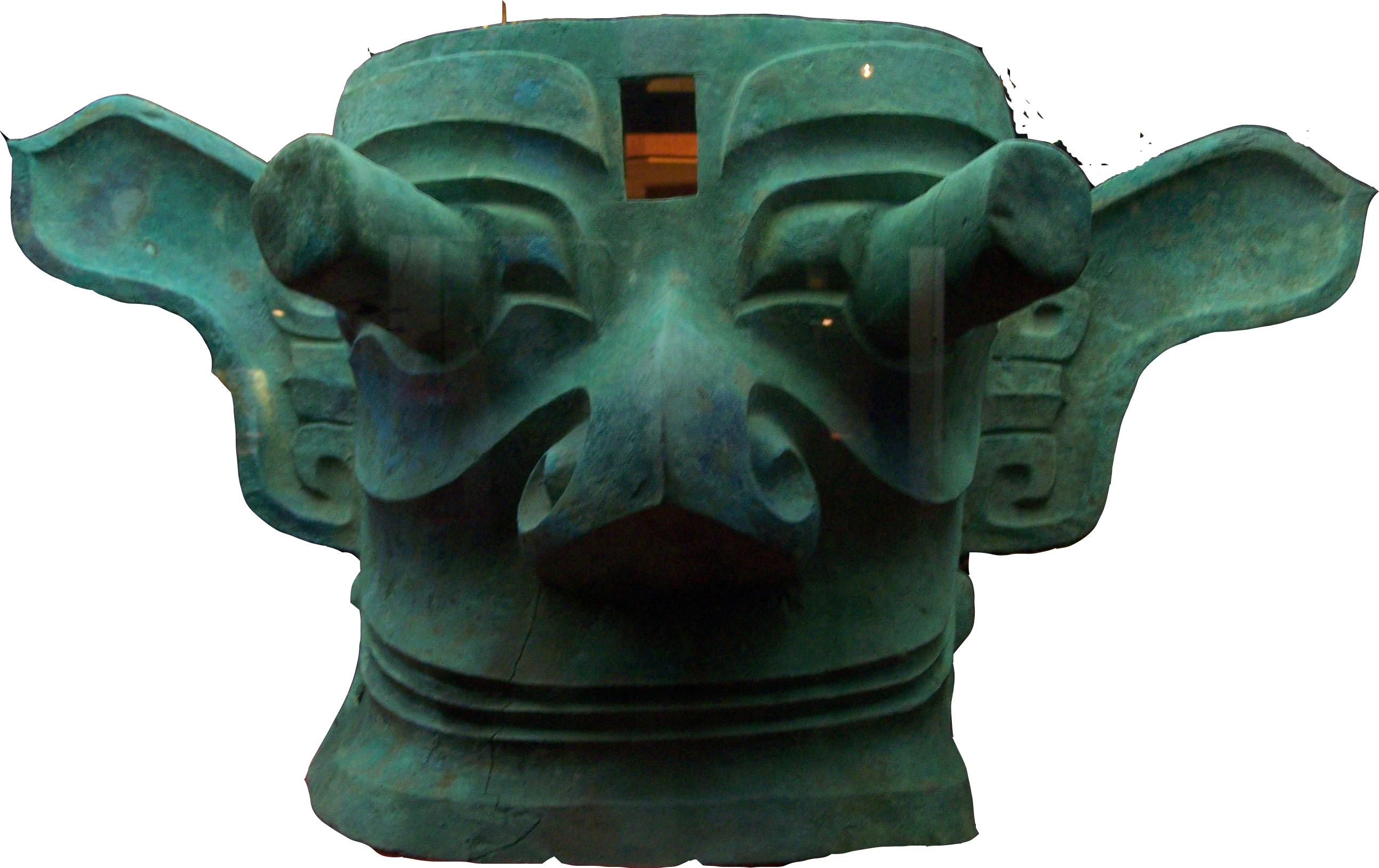
銅像、鋳像、顔の像（仮面）、神像の例 青銅縦目仮面。長江文明に属する古代中国の三星堆遺跡から出土した神の仮面。
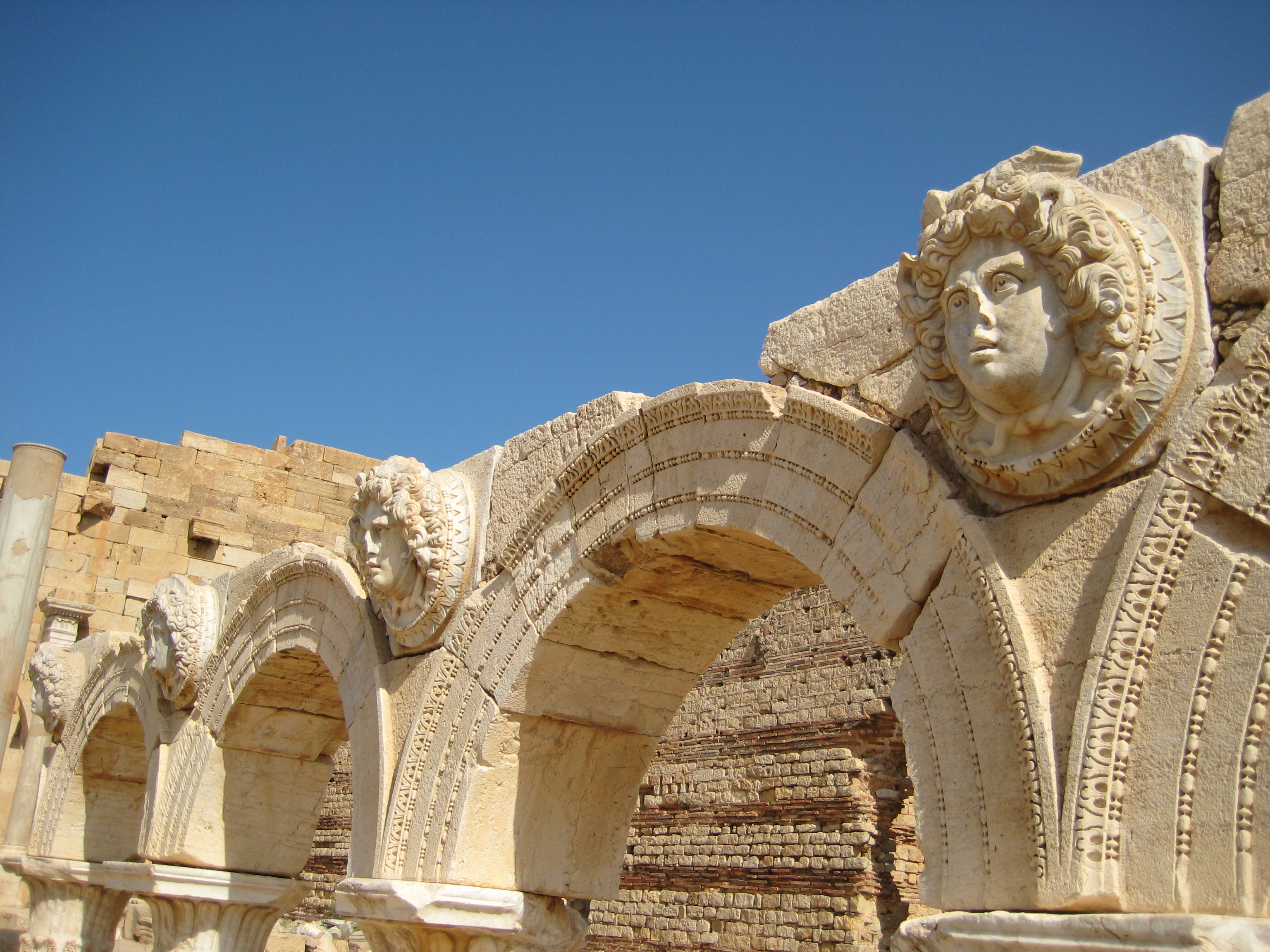
石像、彫像、頭像、神像（神的怪物の像）の例／帝政ローマ時代のリビアの都市レプティス・マグナの遺跡に見られる、メデューサの首。
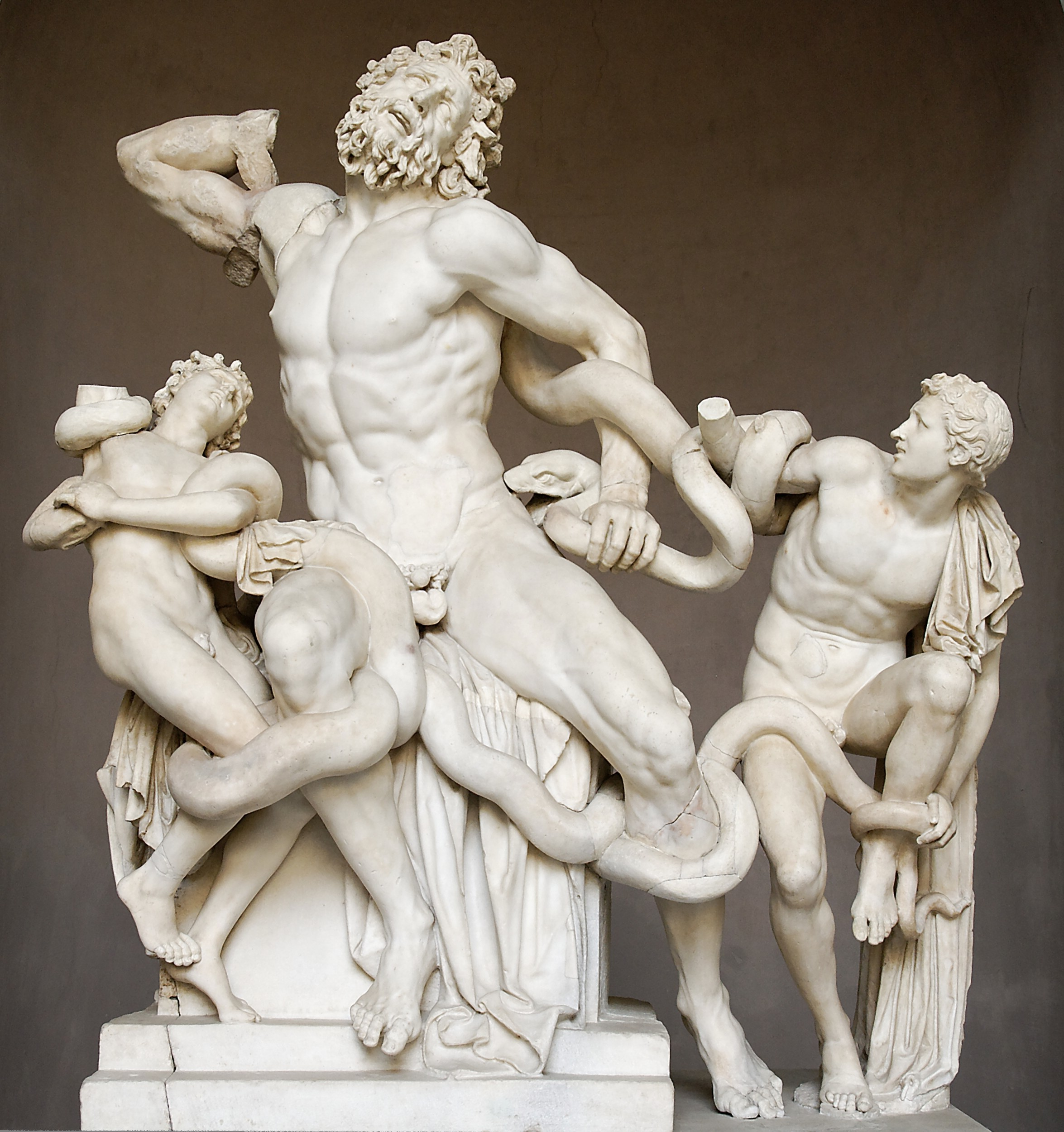
石像、彫像、人物像、神話像の例 古代ギリシア彫像の代表作の一つである、ラオコーン像。
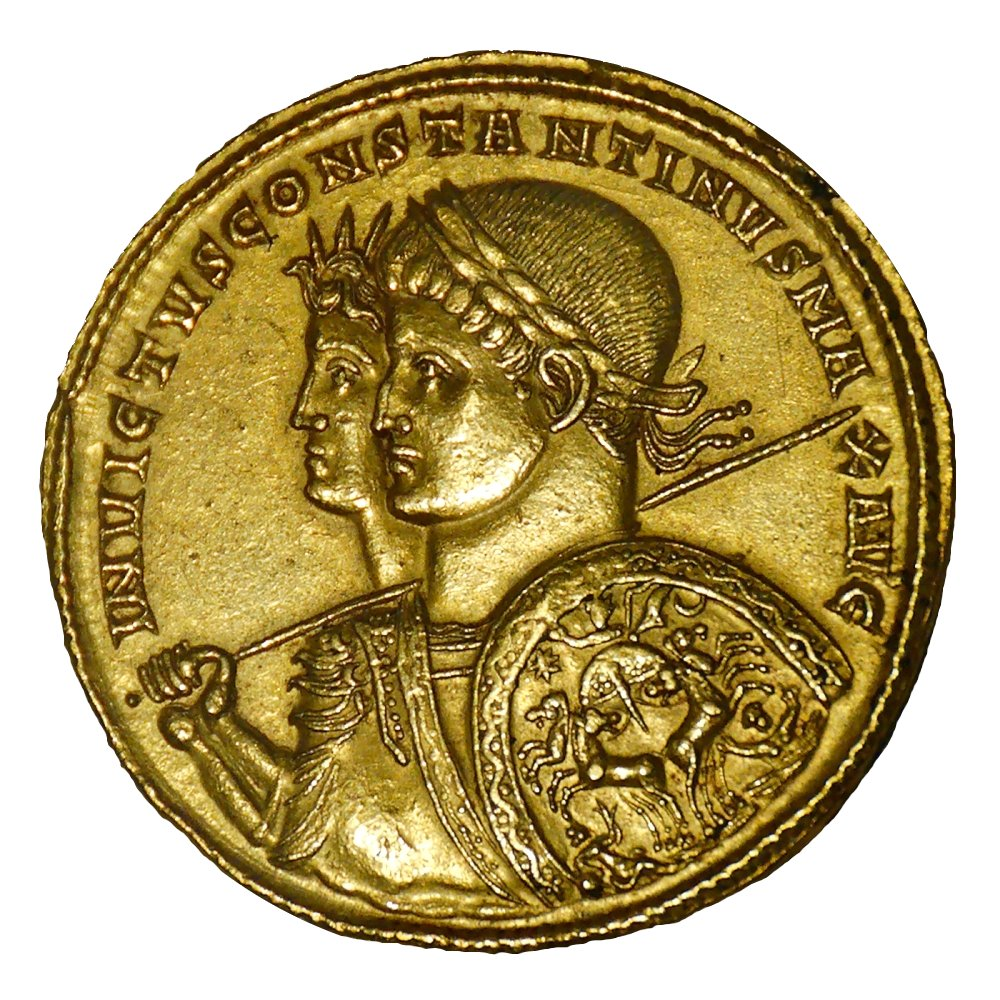
金属製の像、鋳像、肖像の例 ローマ帝国皇帝コンスタンティヌス1世の姿がレリーフされた鋳造金貨（ソリドゥス金貨）。
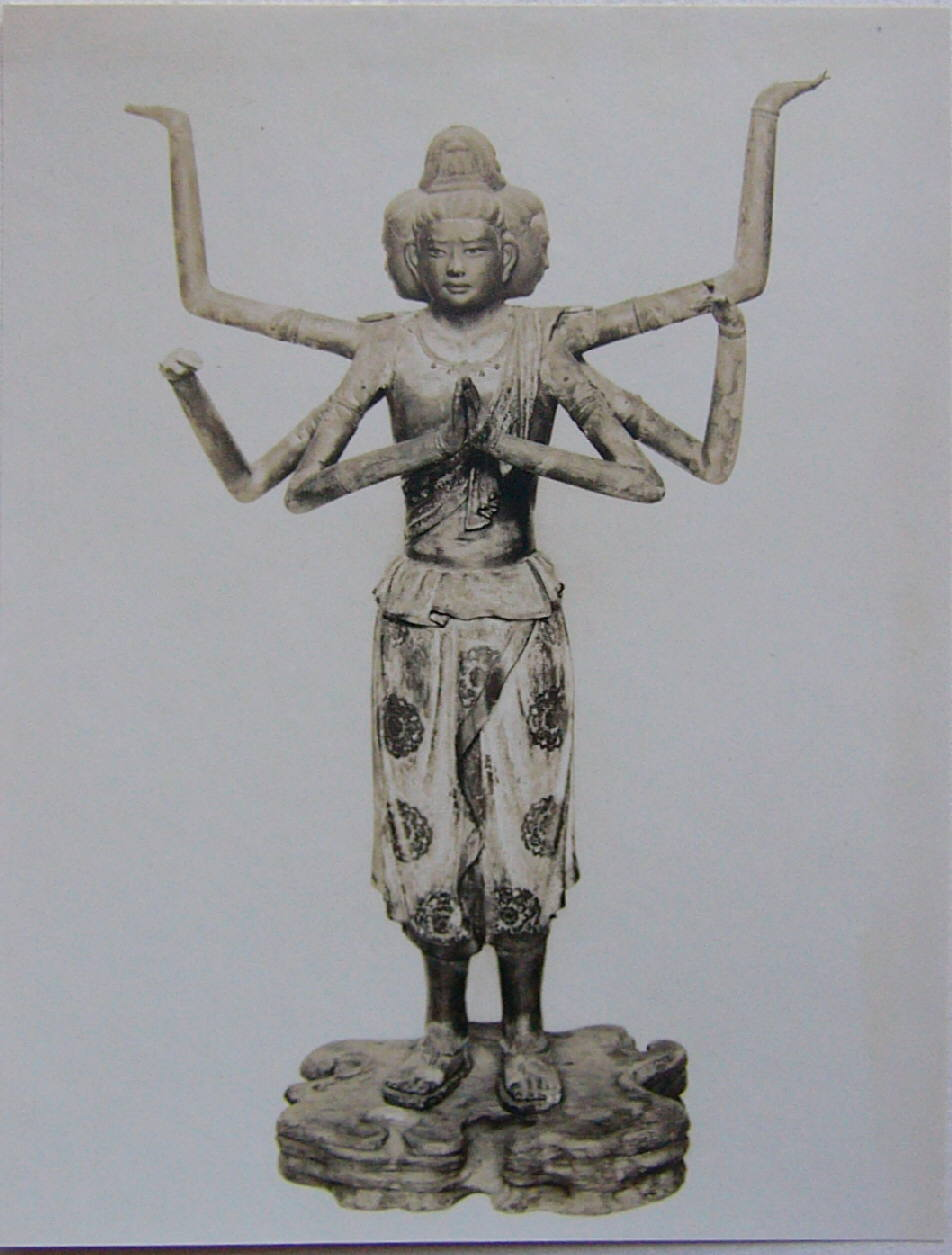
木彫（木像で彫像）で塑像、立像、仏像（神像）の例 興福寺阿修羅像。乾漆造。
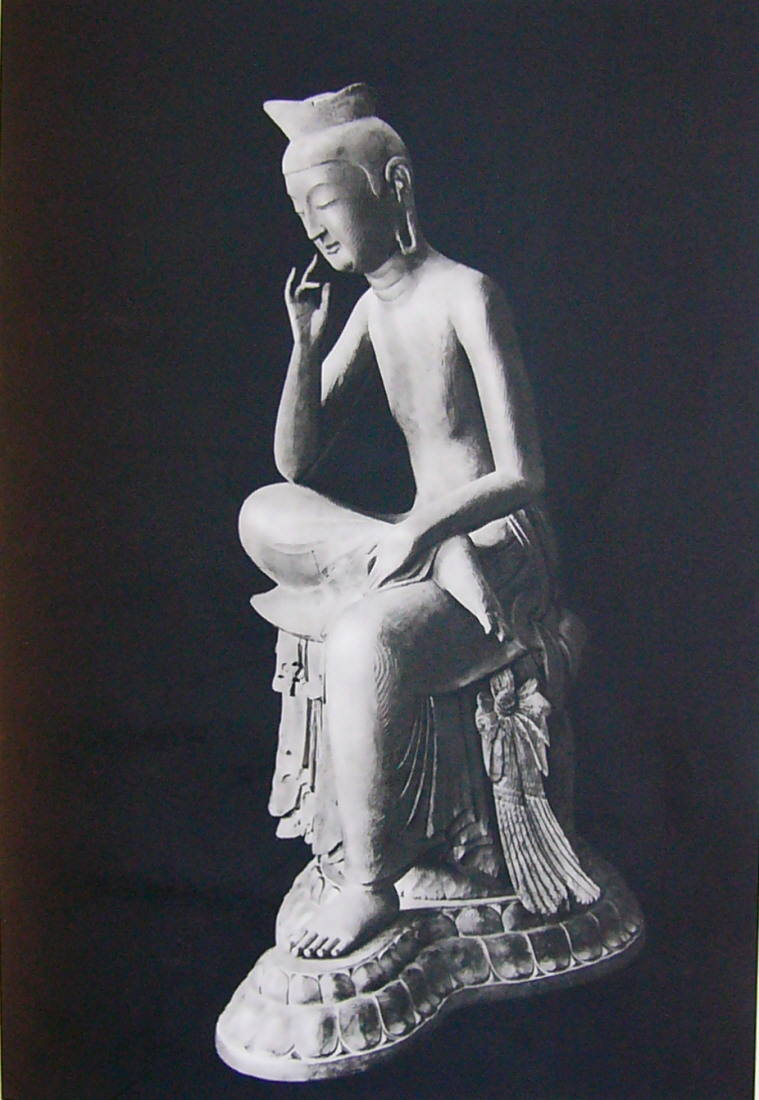
木彫、坐像、仏像の例／広隆寺の木造弥勒菩薩半跏思惟像。
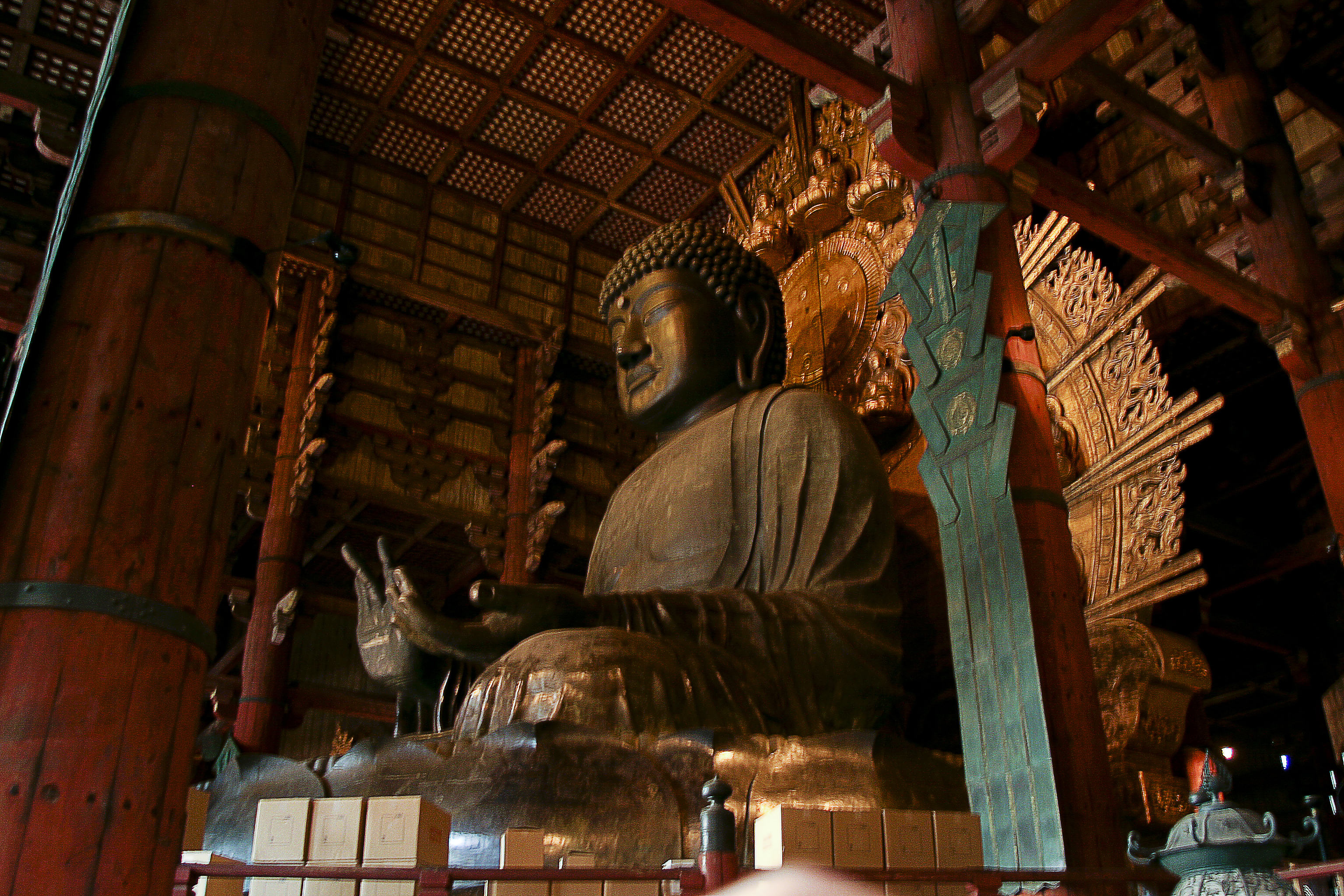
立体像、銅像、鋳像、坐像、仏像、巨像の例／東大寺盧舎那仏像（奈良の大仏）。
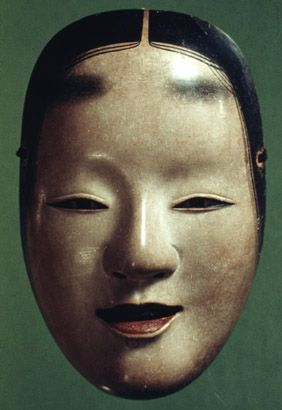
木彫、肖像、顔の像（仮面）の例 代表的な能面である女面。
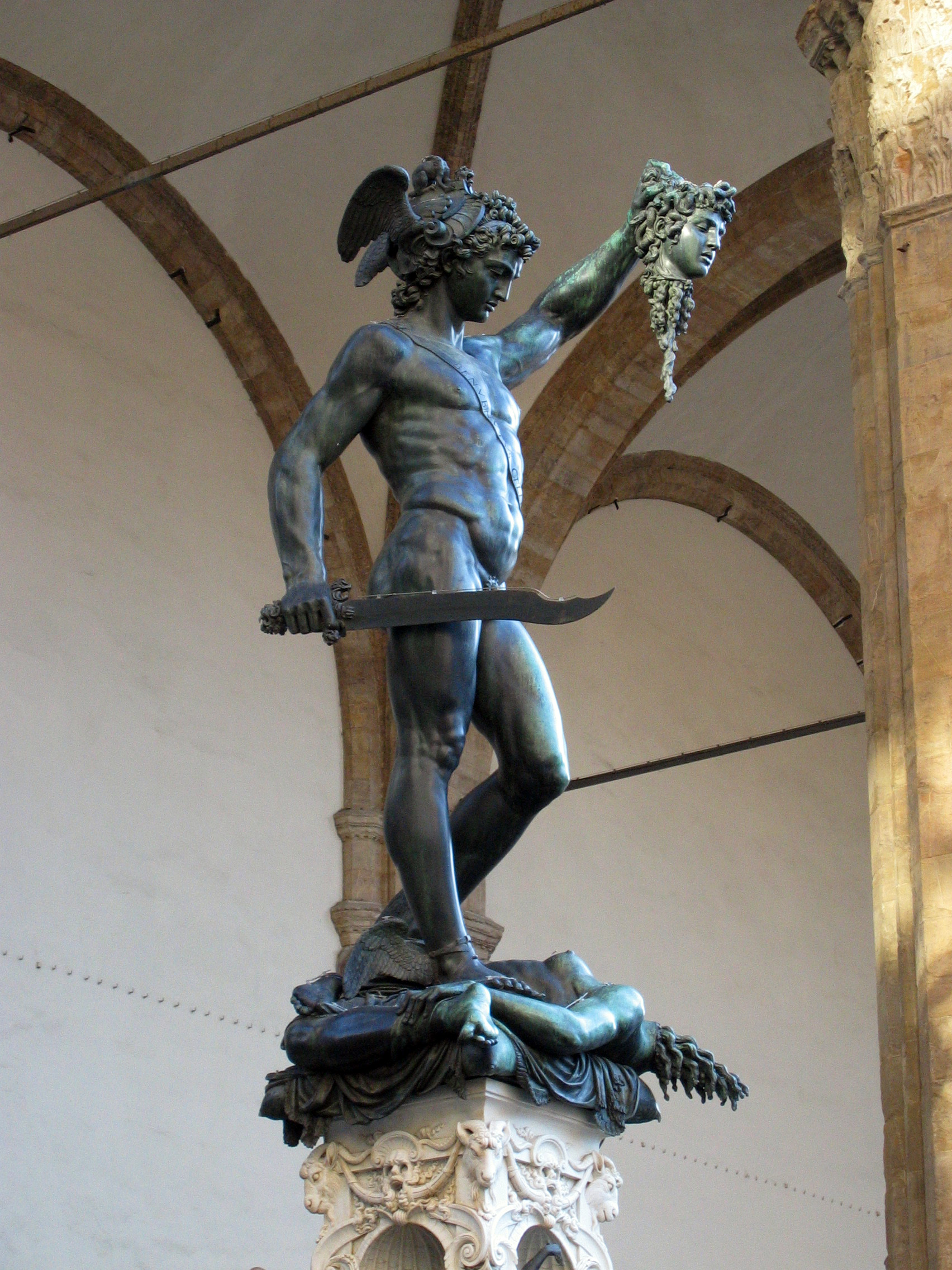
銅像、鋳像、立像、裸像、神像、神話像の例／ベンヴェヌート・チェッリーニ作、メドゥーサの頭を掲げるペルセウス像。
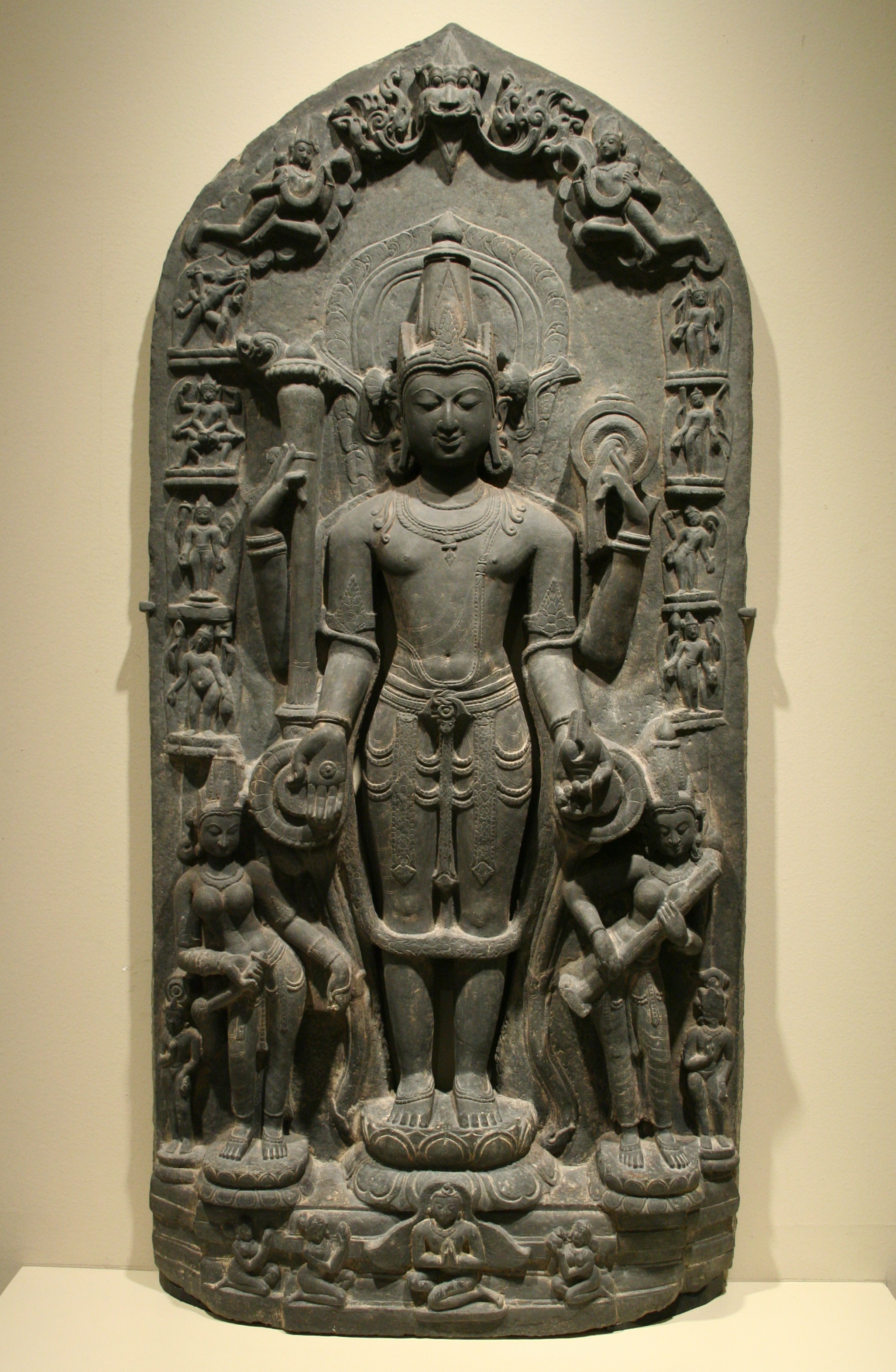
石像、彫像、立像、神像の例 ヴィシュヌ神の片岩製レリーフ。
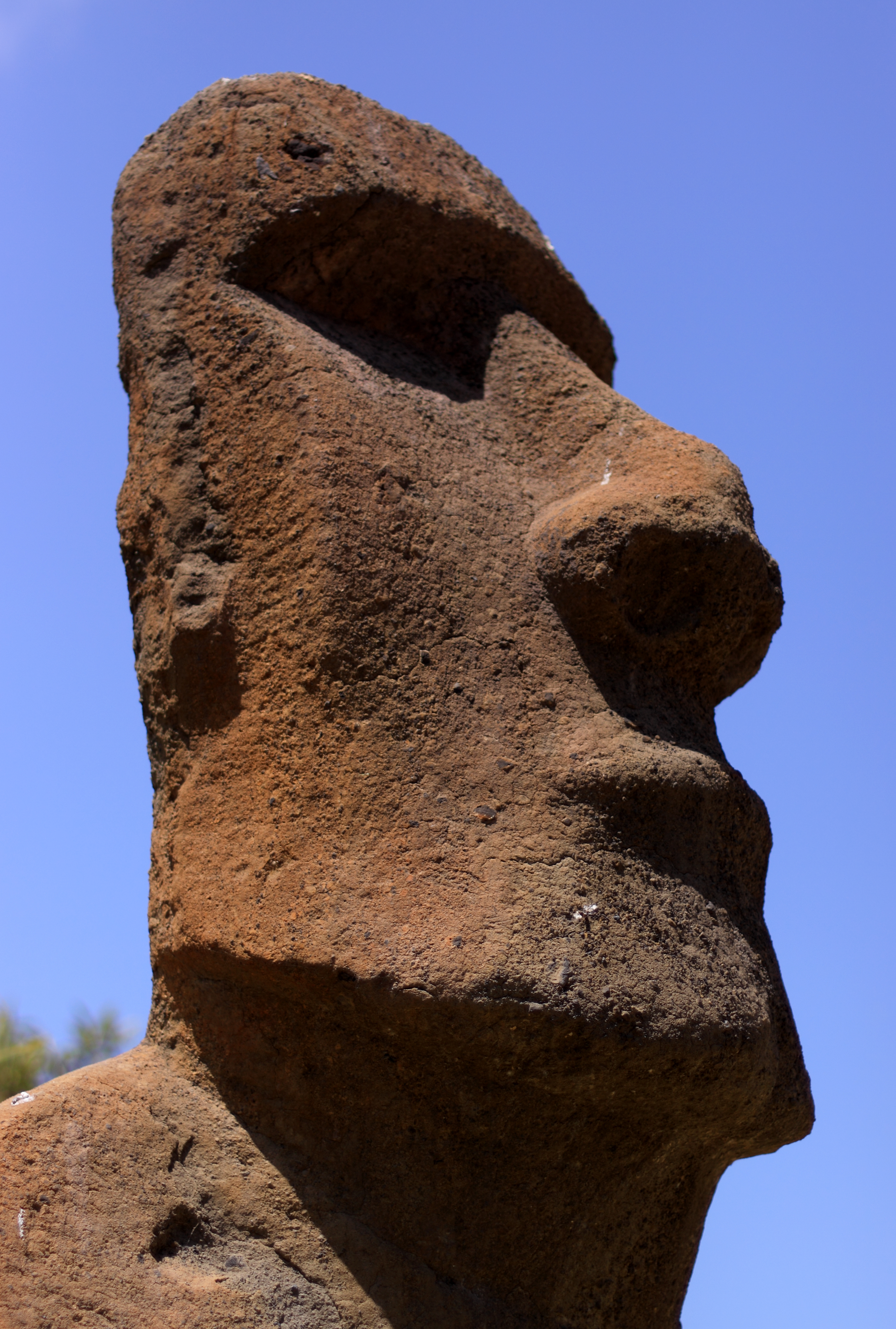
石像、彫像、坐像、裸像、神像、巨像の例／イースター島のモアイ。裸で正座している。
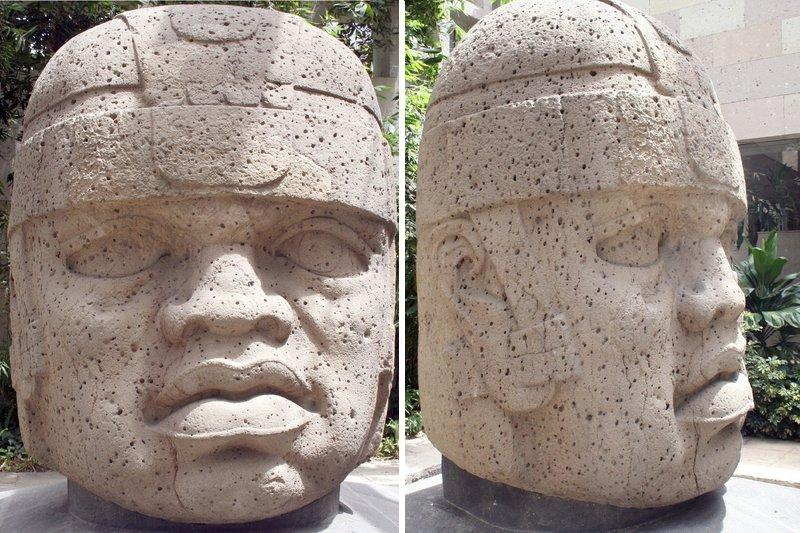
立体像、石像、彫像、人頭像の例 オルメカの巨石人頭像。
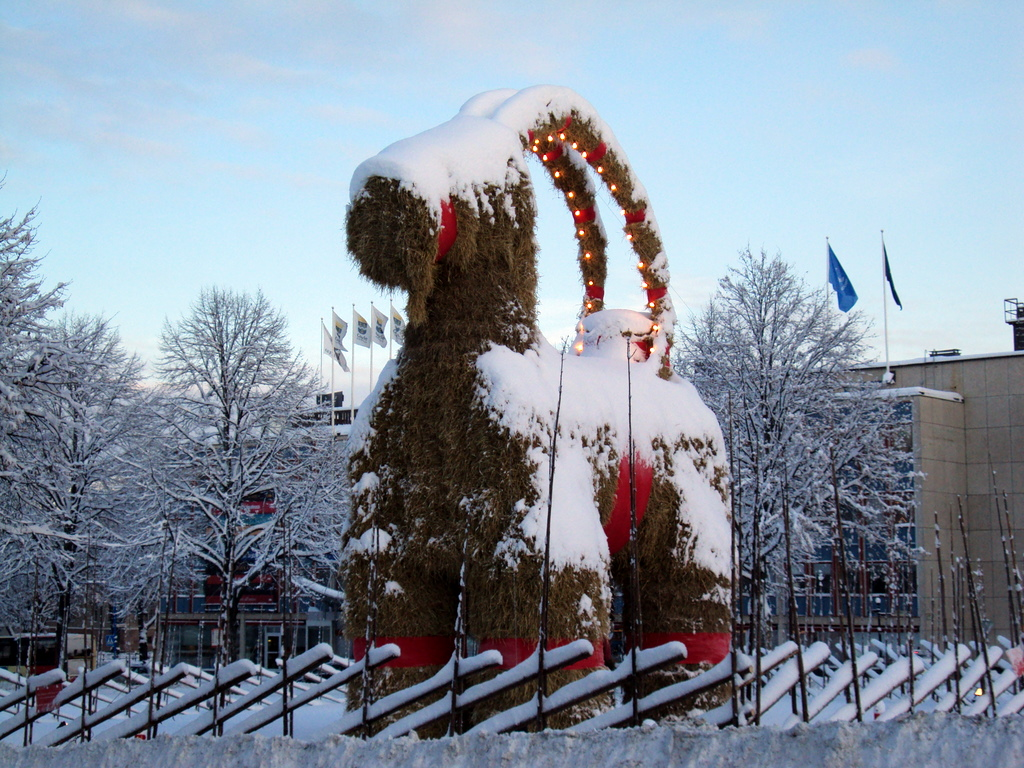
立体像、藁の像、神話の動物像の例 ユールゴート (en)。古代ゲルマン民族の祭り・ユールにおける像であり、現代では祭りの出し物。手に乗る大きさのユールゴートも作られるが、スウェーデンのイェヴレでは巨大なユールゴート「イェヴレゴート（英語版）」が毎年いくつも作られる。
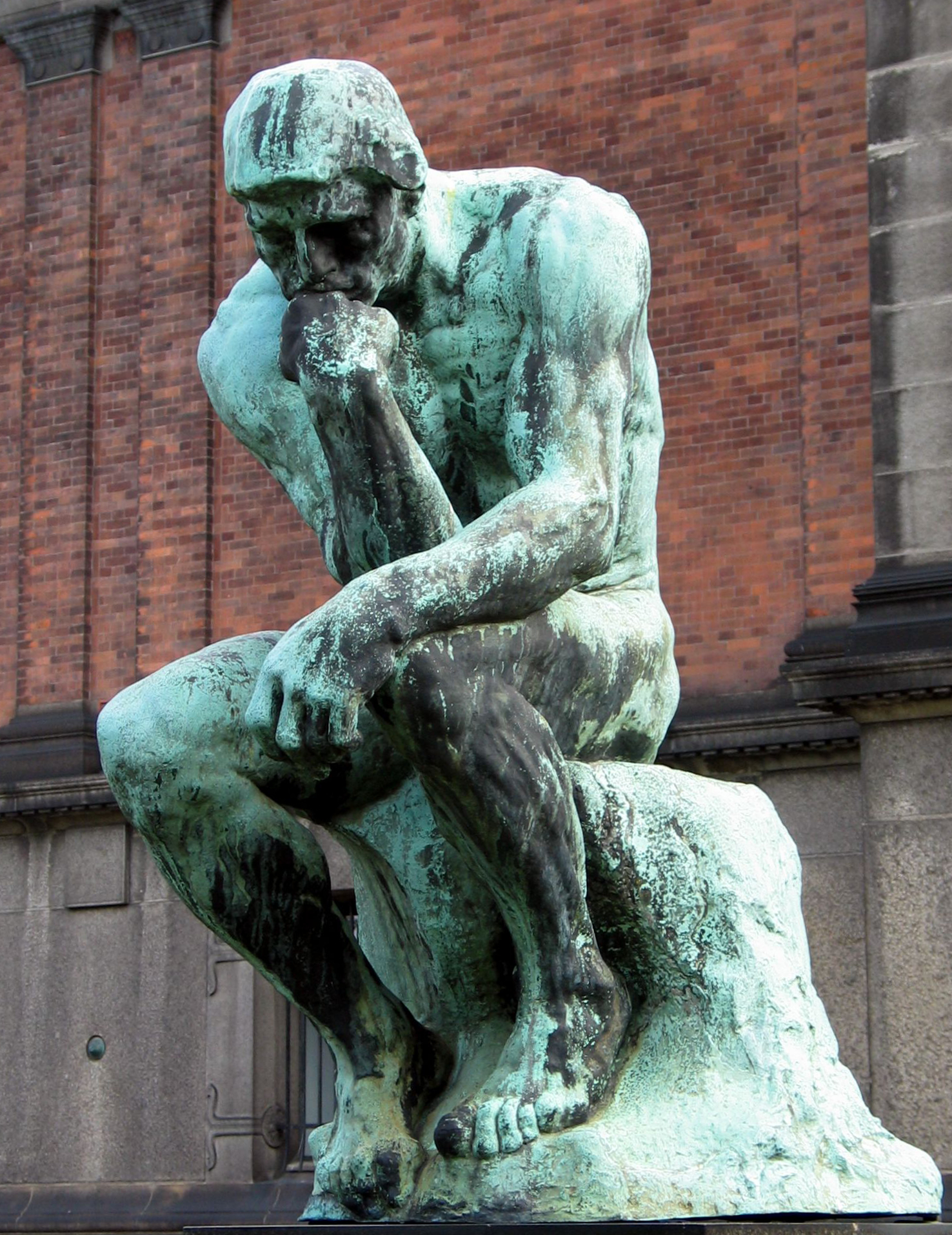
銅像、鋳像、坐像、裸像、人物像の例 オーギュスト・ロダン「考える人」（ニイ・カールスベルグ・グリプトテク美術館所蔵）。
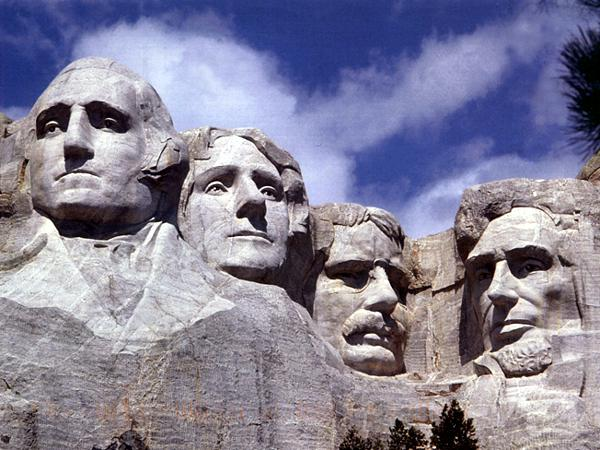
石像、彫像、人頭像、英雄像、巨像の例 ラシュモア山の4人の大統領の彫像（アメリカ合衆国）。
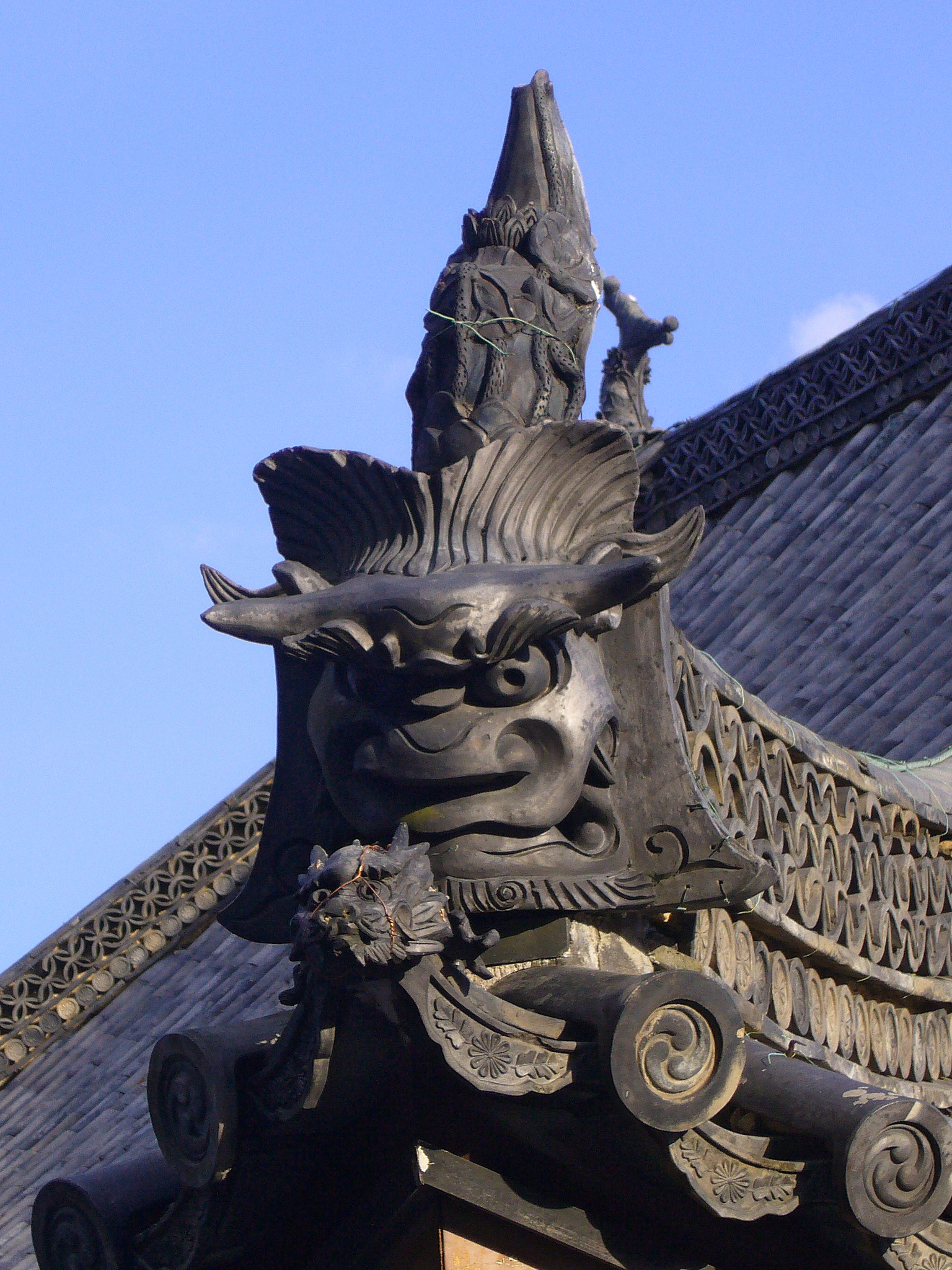
陶器像、神像の例 鬼瓦。
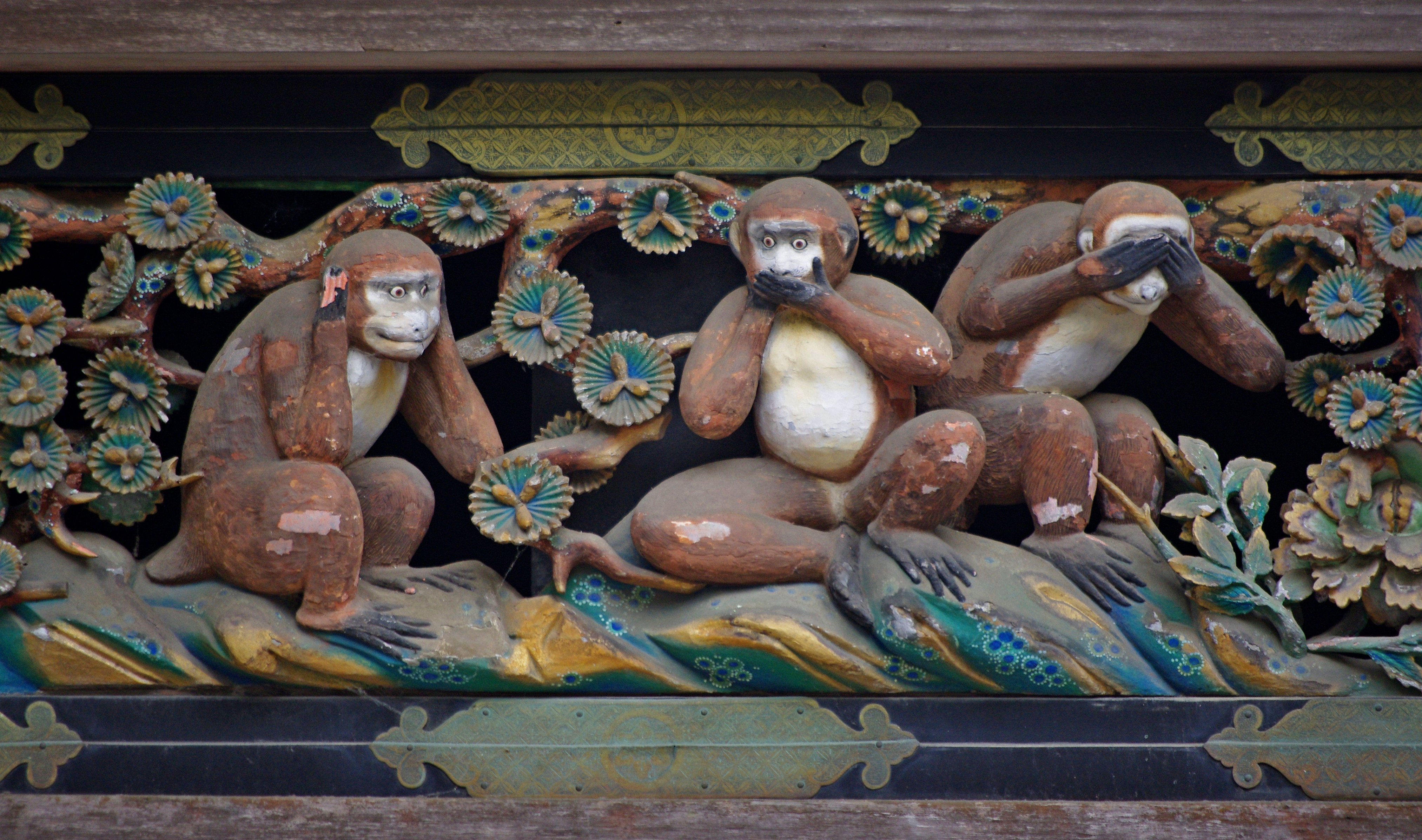
立体像、木彫（木像で彫像）、寓話像、動物の像の例 日光東照宮の神厩舎を飾る三猿像。
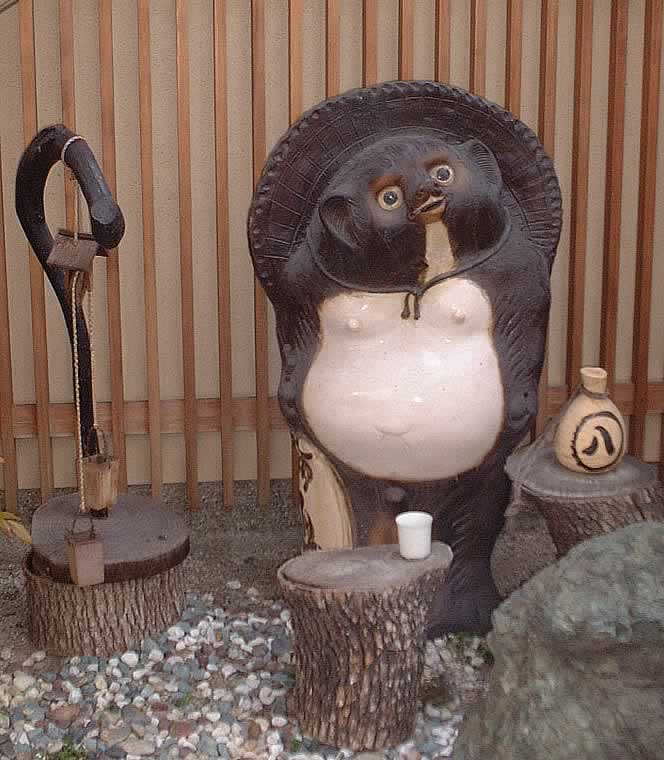
陶磁器像・立像・サブカルチャーのキャラクターの例 信楽焼の狸。
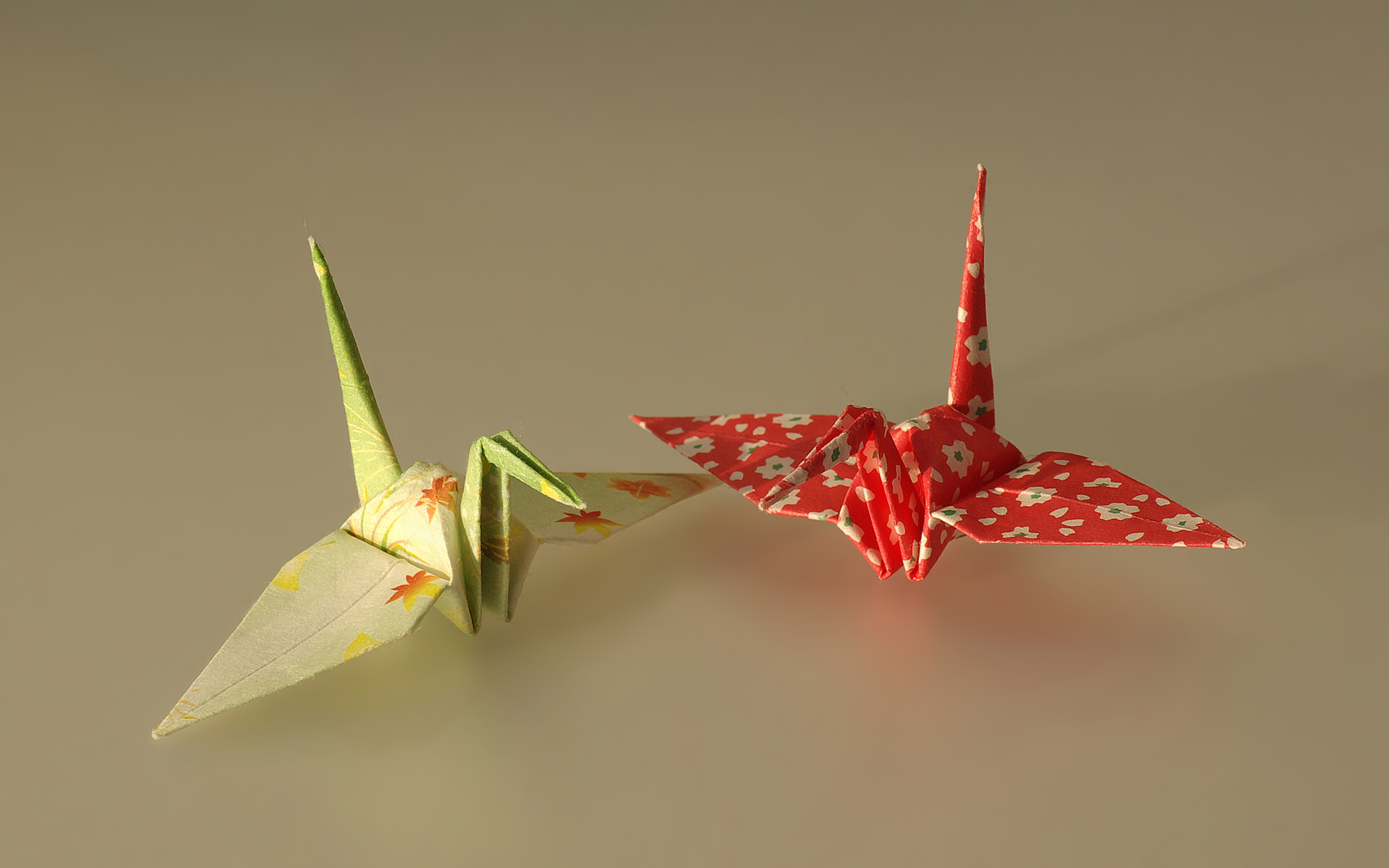
立体像、紙製の像、動物の像、小像の例 折鶴（折り紙の「鶴」）。
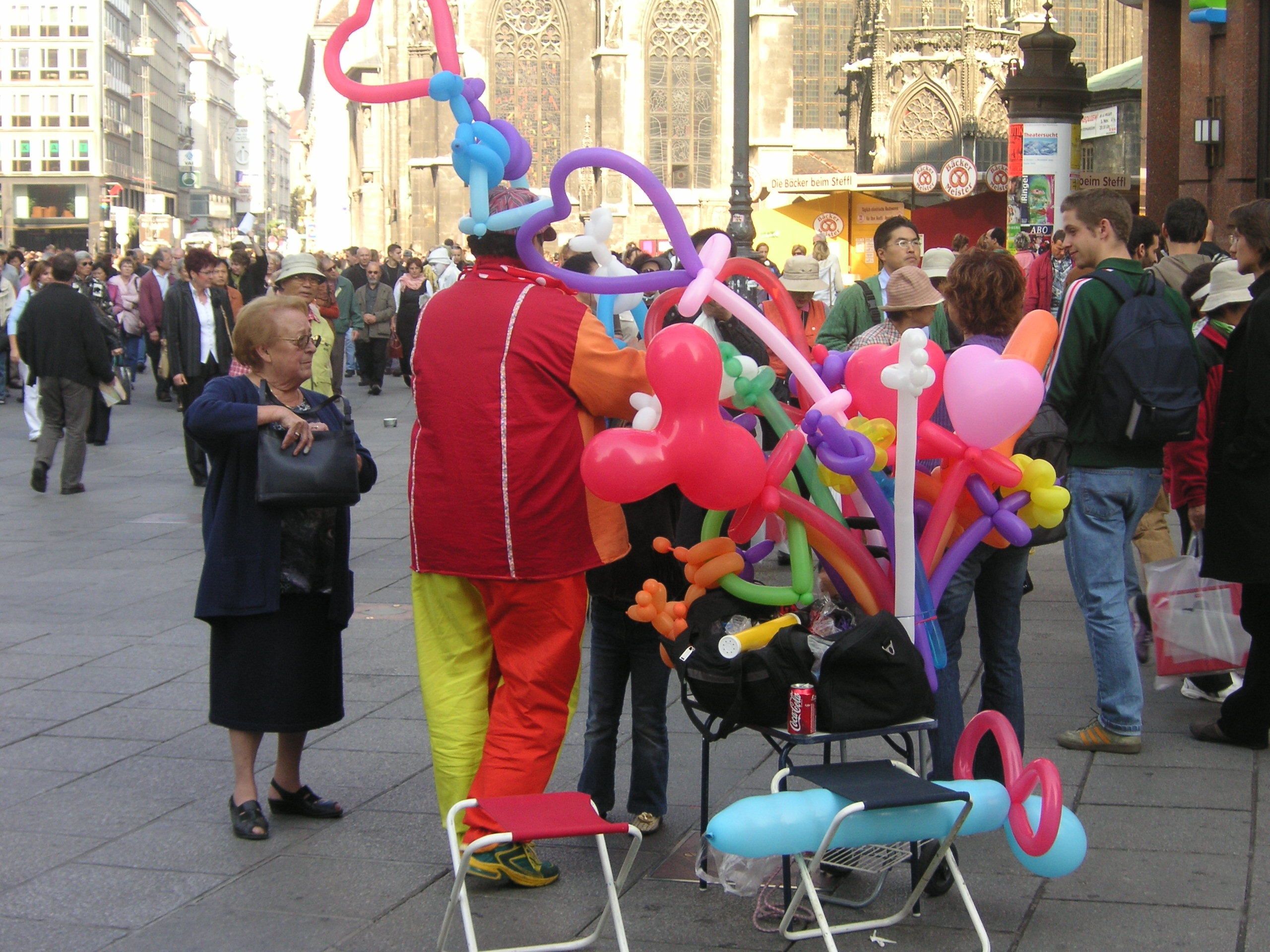
合成樹脂の像（風船の像）の例 バルーンモデリング（バルーンアート）。
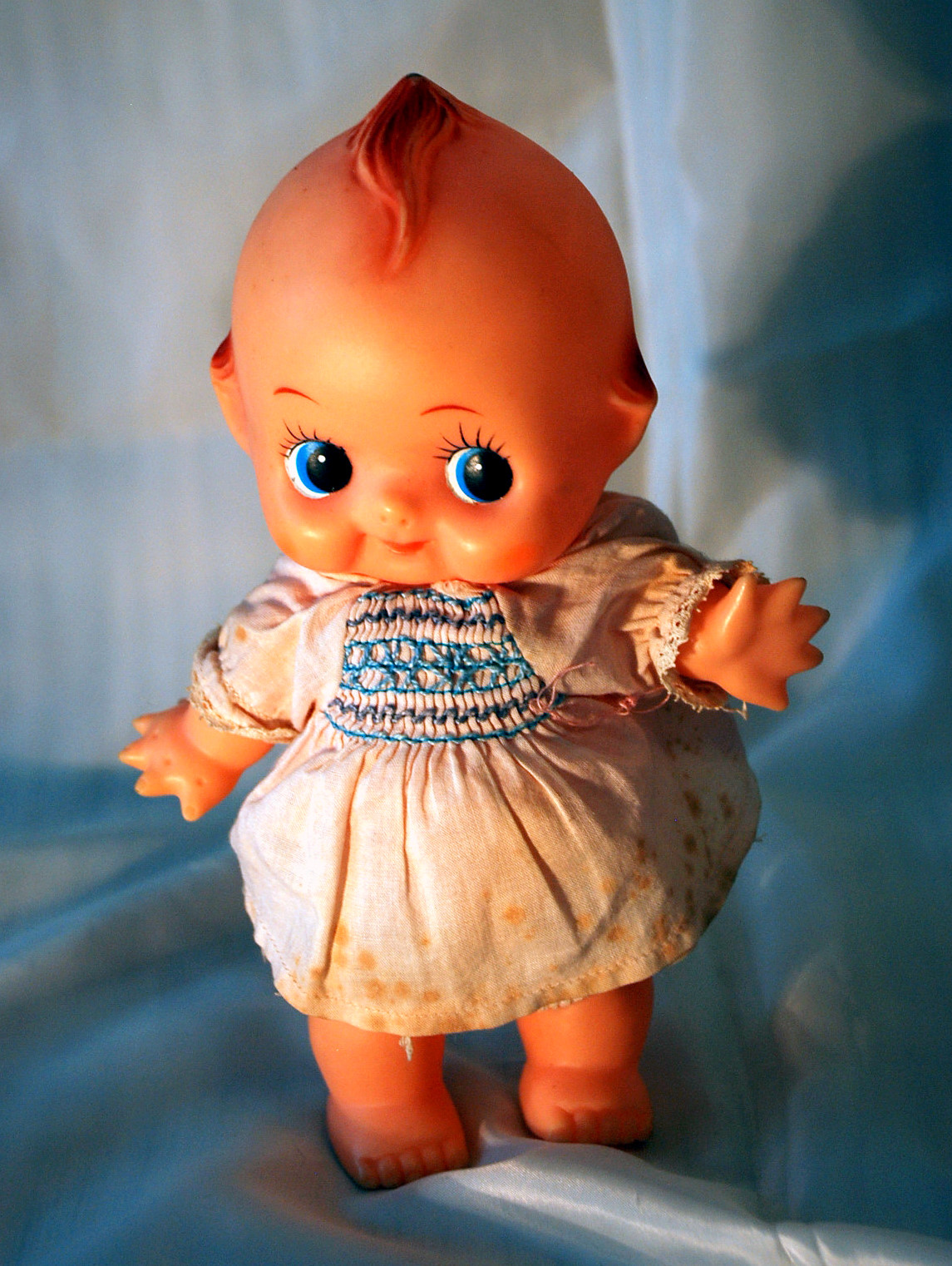
合成樹脂の像、立像、サブカルチャーのキャラクター像の例 ソフトビニール製のキューピー人形。
銅像、鋳像、坐像、サブカルチャーのキャラクター像の例 鬼太郎の半跏坐像。水木しげるロードにある銅像の一つ。
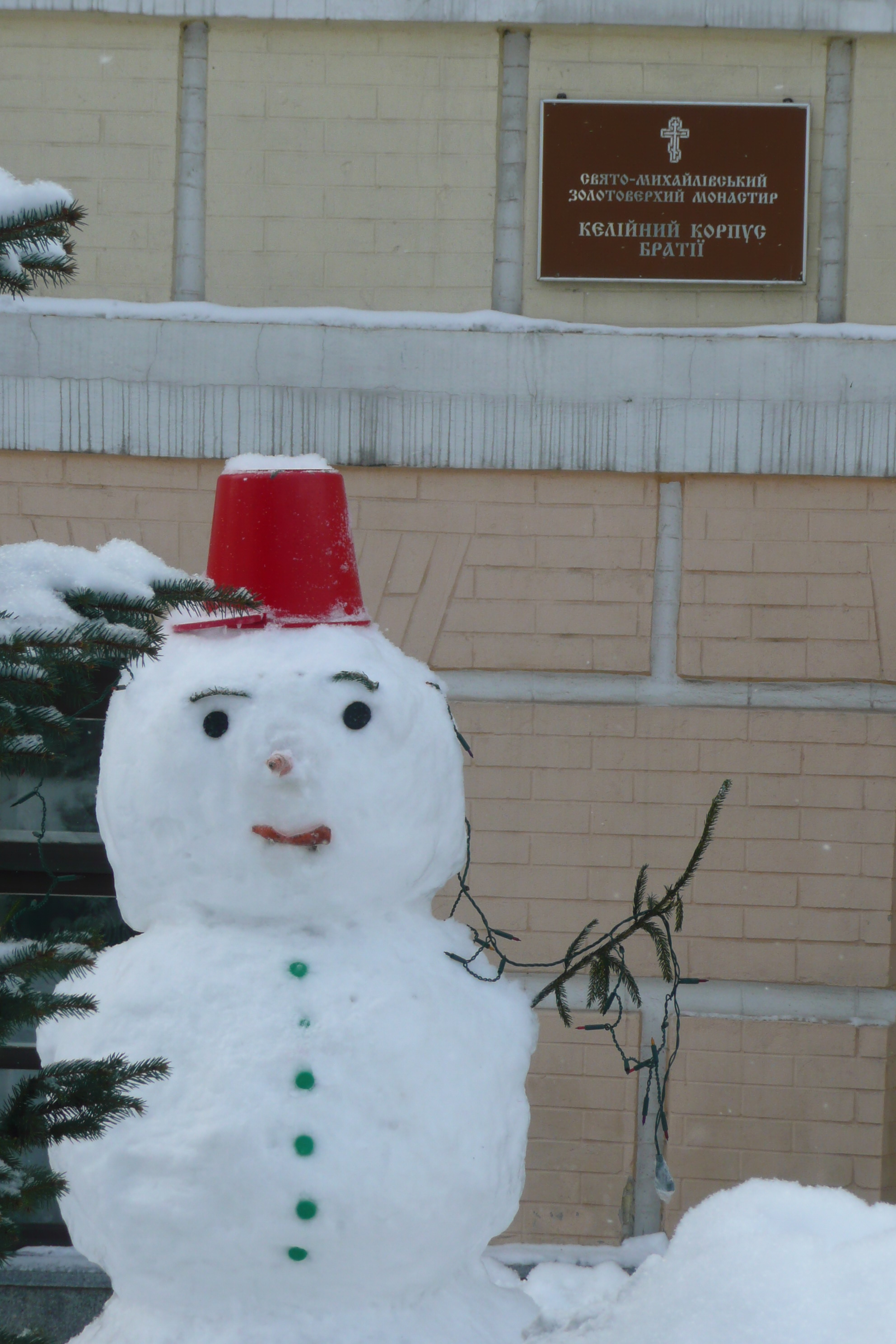
雪像の例 雪だるま（スノーマン）。
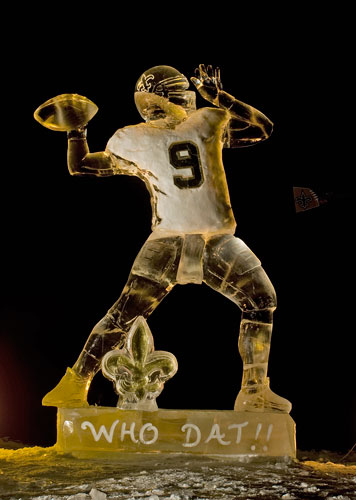
氷像、彫像、立像、人物像、英雄像（ヒーロー像）の例 アメリカンフットボール選手ドリュー・ブリーズの氷像 "Cool Brees" [3]。
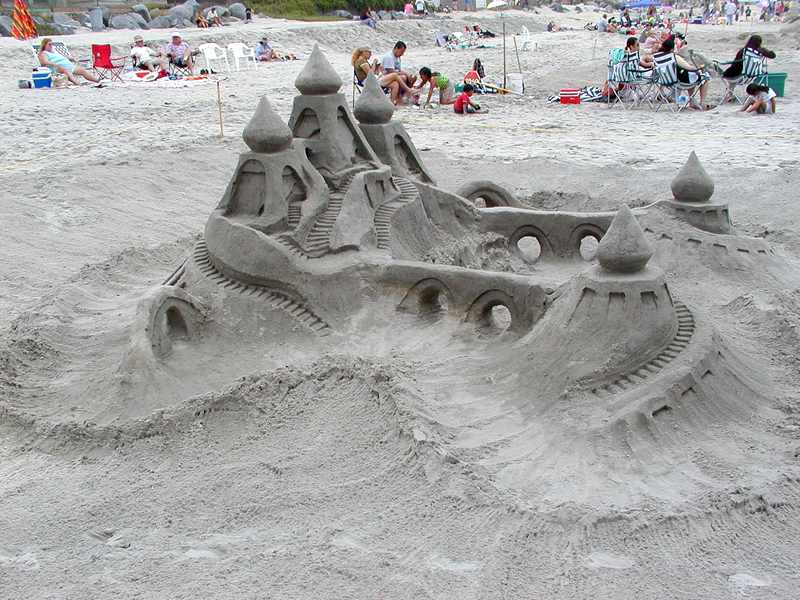
砂の像の例 サンドアートとしてはさらに高度な造形もある。

### その他の像

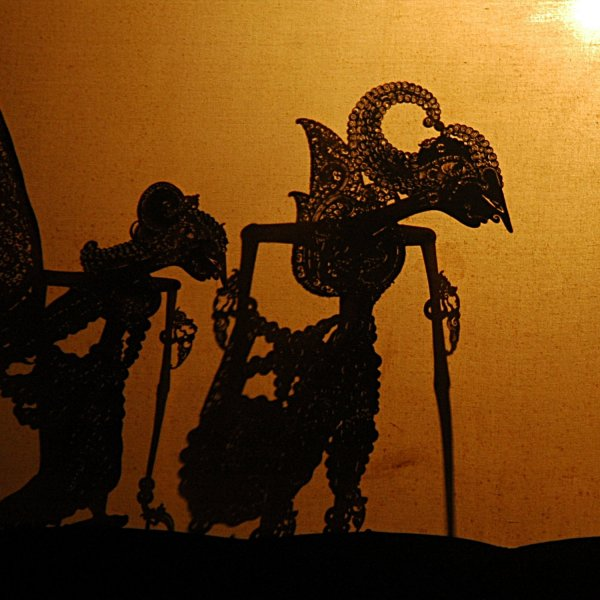
光による影の像、神話像の例 影絵芝居「ワヤン・クリ」。
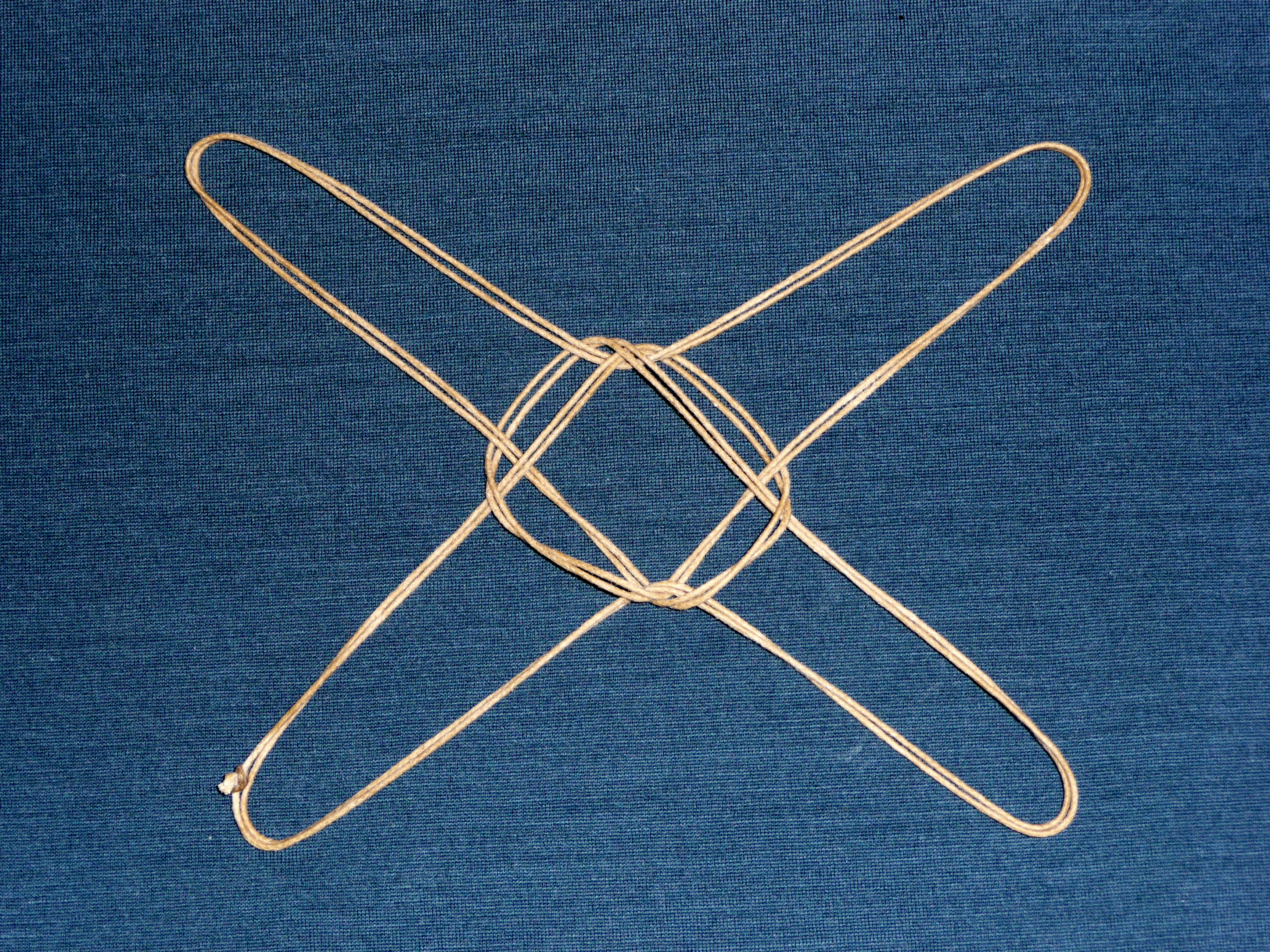
状態が表す像（あやとりで作る像）の例 古代ギリシアの医師ヘラクレスが考案した結び目の形。cf. en:Heraklas。
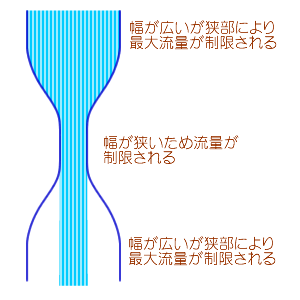
概念的な像。ボトルネック概念図
概念的、抽象的、数学的な像。4つの集合のベン図